# Zanclospora indica
Zanclospora indica är en svampart som beskrevs av Subram. & Vittal 1973. Zanclospora indica ingår i släktet Zanclospora, divisionen sporsäcksvampar och riket svampar.   Inga underarter finns listade i Catalogue of Life.